# Поп музика
Поп је музички жанр. У поп музици текст и певање преовладавају над композицијом и инструменталом. Ову музику одликују једноставни хармонијски и мелодијски стил за разлику од рок музике и постојање рефрена. Пјесме су кратке и уз њих се, углавном, може плесати. Она је омиљена од широких маса и самим тим и комерцијално успјешна. То је музички жанр са највећим бројем продатих носача звука.
Назив „поп“ је настао од енглеске речи „popular“ (популаран) што означава музику за забаву. Израз „поп (музика)“ појавио се како би описао музику која се развила из рокенрол револуције средином 50-их година прошлог века и наставила свој развој, све до данас. Од тада у музици која се свиђа најширој публици, односно поп музици, доминирају звукови који су и даље укорењени у основним елементима рокенрола. У себи често садржи елементе рок, џез, етно, фолк, реге и/или соул музике. Сматра се поджанром забавне музике.

## Дефиниције и етимологија
Дејвид Хеч и Стивен Милворд описују поп музику као „тело музике које се разликује од популарне, џеза и народне музике“. Према Питу Сигеру, поп музика је „професионална музика која се ослања и на народну музику и на музику ликовне уметности“. Дејвид Бојл, истраживач музике, наводи поп музику као било коју врсту музике којој је особа била изложена у масовним медијима. Већина појединаца мисли да поп музика обухвата само топ-листе синглова, а не збир свих музичких листа. Музичке листе садрже песме из различитих извора, укључујући класичне, џез, рок и нове песме. Као жанр, поп музика постоји и развија се одвојено. Стога, термин „поп музика“ може да се користи да опише посебан жанр, дизајниран да привуче све, што се често карактерише као „инстант музика заснована на сингловима намењена тинејџерима“, за разлику од рок музике као „музика заснована на албумима за одрасле“.
Поп музика се континуирано развија заједно са дефиницијом појма. Према музичком писцу Билу Ламу, популарна музика се дефинише као „музика од индустријализације 1800-их која је највише у складу са укусима и интересима урбане средње класе.“ Термин „поп песма“ је први пут коришћен 1926. године, у смислу музичког дела које „има популарну привлачност“. Хач и Милворд указују да се многи догађаји у историји снимања 1920-их могу посматрати као рођење модерне поп музичке индустрије, укључујући кантри, блуз и хилбили музику.
Према веб страници Њу Гроув речник музике и музичара, термин „поп музика“ „настао је у Британији средином 1950-их као опис рокенрола и нових стилова омладинске музике на које је утицао“. Оксфордски речник музике наводи за поп да, иако се „раније значење односило на концерте привлачне широкој публици [...] од касних 1950-их, поп је имао посебно значење некласичне музике, обично у облику песама, које изводе уметници као што су Битлси, Ролингстонси, ABBA, etc.“ Гроув музика онлајн такође наводи да током „[...] раних 1960-их, [термин] 'поп музика' се терминолошки такмичио са бит музиком [у Енглеској], док се у САД њена покривеност преклапала (као и даље случај) са 'рокенролом'”.
Отприлике од 1967. године, термин „поп музика” се све више користио у супротности са термином рок музика, што је подела која је дала генерички значај за оба термина. Док је рок тежио аутентичности и проширењу могућности популарне музике, поп је био комерцијалнији, ефемернији и приступачнији. Према британском музикологу Сајмону Фриту, поп музика се производи „као ствар предузетништва, а не уметности“, и „дизајнирана је да се допадне свима“, али „не долази са неког одређеног места нити означава неки посебан укус“. Фрит додаје да је „не води нека значајна амбиција осим профита и комерцијалне награде [...] и, у музичком смислу, у суштини је конзервативна”. Она је, „обезбеђена одозго (од стране дискографских кућа, радио програмера и промотера концерата), уместо да се прави одоздо... Поп није „уради сам” музика, већ је професионално произведена и упакована“.

## Карактеристике
Ова врста музике у себи често садржи елементе рок, џез, етно, фолк, реге или соул музике и сматра се поджанром забавне музике. У поп музици преовладава текст и певање над композицијом и инструменталом. Ову музику одликују једноставни хармонијски и мелодијски стил и постојање рефрена. Песме су кратке и уз њих се, углавном, може плесати. Она је омиљена код широких маса и самим тим и комерцијално је успешна.
Стални елемент (основни облик) у поп музици је „поп песма” која се састоји од две или три строфе и рефрена који се често понавља. Песме најчешће трају од 2,5 до 5 минута. Ипак, у случајевима када је песма превише дугачка ствара се такозвана „радио верзија”. Поп музика се обично не пише, не изводи и не снима као симфонија или концертна представа.
Као и у другим уметничким формама које покушавају да привуку највише публике (филмови, серије, бродвејске представе) поп музика наставља да се стапа и позајмљује елементе и идеје из разних музичких стилова. Рок, ар енд би, кантри, диско, панк и хип хоп су специфични жанрови који су били инкорпорирани и на разне начине утицали на поп музику у протеклих шест деценија. У последњој деценији латино и реге музика су почеле да играју већу улогу у поп музици него икада раније.
50-их година, музичари као што су Елвис Присли и Битлси представљају претечу поп музике, која тада још није била засебан правац.

## Жанрови поп музике
Поп музика се преклапа са скоро свим музичким правцима. Неки од жанрова поп музике су:
- Кантри поп
- Латино поп
- Хип хоп
- Електро поп
- Поп рок
- Поп метал
- Техно поп
- J-pop
- K-pop

## Настанак попа
Диско музика је била дефиниција за 70-е године и помогла је бржем развитку поп музике. Било је то златно доба синтисајзера, који су били доступни у свим облицима и величинама. Почетак 70-их је обележио Елтон Џон, велика поп звезда и дан данас.

### Најзначајнији представници:
- Елтон Џон,
- АББА,
- Би Џиз,
- Џексон Фајв,
- Флитвуд Мек.
- Елвис Пресли
- Боб Марли
- Ролингстонси

## Златно доба поп музике
Дигитално снимање се усавршило 1980-их што је омогућило поп музици још више да се развије. Убацивањем електронских звукова развила се под врста као што је нпр. техно. Уметници који су утицали на развој попа током 80-их и на тај начин стварали културу поп музике су:
- Мајкл Џексон — често се назива краљем попа
- Џорџ Мајкл
- Принс
- Мадона — често се назива краљицом попа
- Eurythmics
- Spandau Ballet
- Синди Лопер
- Бритни Спирс — често се назива принцезом попа,
- Кајли Миног
- Кејт Буш
- Синди Лопер

## Поп музика данас
Звук данашње поп музике је под великим утицајем развоја технологије за снимање музике. Електронска музика која се снима и изводи дигитално прожима се кроз већину данашњих најпродаванијих поп издања. Ипак, на топ листама се дешавају и промене. Аделин хит „Someone Like You” из 2011. године је постао први број један хит у Америци који садржи само клавир и вокале. Исто тако 2014. године Тејлор Свифт је са својим албумом „1989” постала је први кантри извођач који је икада направио потпуни прелаз у поп са читавим албумом. Данашњи музичари као што су Лејди Гага, Бритни Спирс, Пинк, Џастин Тимберлејк угледају се на претходнике и на то златно доба поп музике.